# ZaSu Pitts
ZaSu Pitts, właśc. Eliza Susan Pitts (ur. 3 stycznia 1894 w Parsons, zm. 7 czerwca 1963 w Hollywood) – amerykańska aktorka filmowa i telewizyjna.

## Filmografia

### Seriale
- 1947: Kraft Television Theatre
- 1953: General Electric Theater jako Ciotka Laura
- 1955: Screen Directors Playhouse jako Selma
- 1956: The Gale Storm Show jako Elvira Nugent
- 1963: Prawo Burke’a jako pani Bowie

### Film
- 1917: Nowoczesny muszkieter jako Piękność z Kansas
- 1917: Mała księżniczka jako Becky
- 1920: Bright Skies jako Sally
- 1924: Chciwość jako Trina Sieppe
- 1927: Casey at the Bat jako Camille
- 1940: No, No, Nanette jako Pauline
- 1947: Życie z ojcem
- 1963: Ten szalony, szalony świat jako Gertie

## Wyróżnienia
Posiada swoją gwiazdę na Hollywoodzkiej Alei Gwiazd, a także została nominowana do nagrody Emmy.